# 허관무
허관무(許冠武, 1944년 6월 7일 ~)은 홍콩의 영화 배우, 기업인이다.

## 가족
- 4남 중 첫째남성
- 아내 1946
- 맏남성 1970
- 둘째남성 1978
- 막내남성 1988